# Jakobine
Jakobine er et pigenavn, der er den kvindelige form af Jakob. Dette stammer fra hebraisk og betyder "den der fatter om hælen". 
Navnet, der også kan staves Jacobine samt i de kortere former Jacobe og Jakobe, er efterhånden meget sjældent i Danmark, idet de fire versioner bæres af under 100 danskere ifølge Danmarks Statistik.  Se også den fransk/engelske form Jacqueline.
Der er i 2015 registreret 13 kvinder med navnet Jacobine.  

## Navnet anvendt i fiktion
- Jacobe er den jødiske kvinde, som Per bliver gift med i Lykke-Per af Henrik Pontoppidan.

## Andre anvendelser
- Jakobinere er en anden betegnelse for dominikanere, en munkeorden.
- Jakobinerne var en fransk politisk bevægelse i slutningen af det 18. århundrede opkaldt efter deres oprindelige tilholdssted i et tidligere jakobinerkloster.